# Kōshū (Rebsorte)

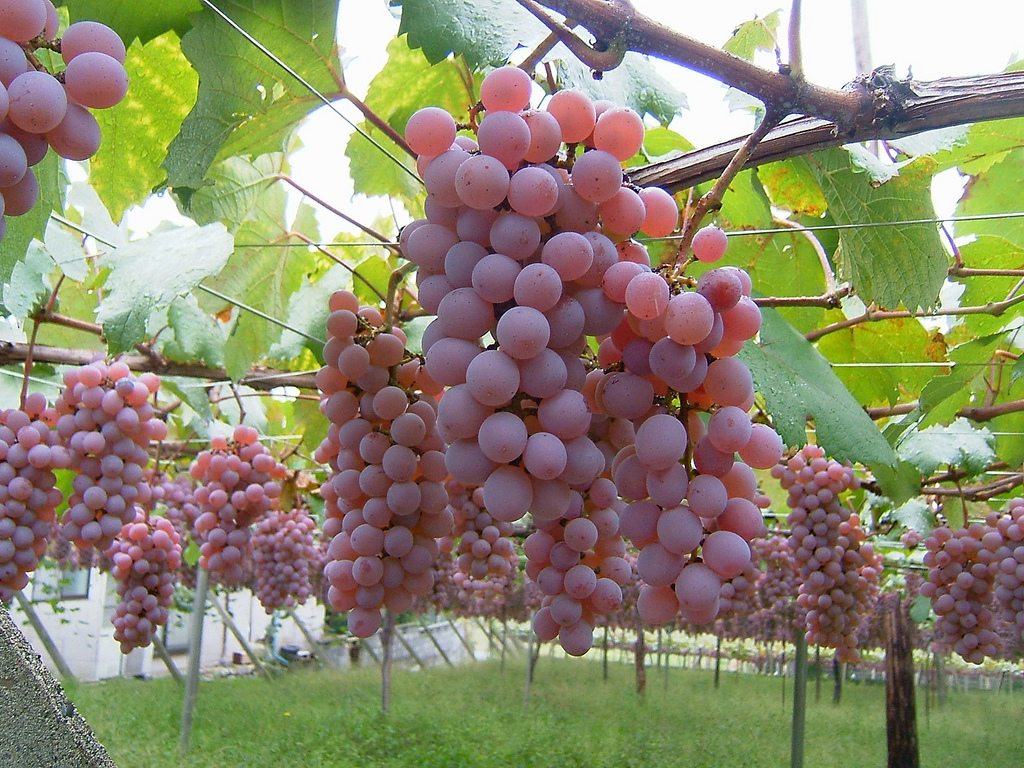
Erntereife Kōshū-Trauben in Pergola-Erziehung

Kōshū (jap. 甲州)  ist der Name einer Weißweinsorte, die ausschließlich in Japan verbreitet ist. Obwohl die Haut der Beeren rötlich bis rot gefärbt ist, wird sie den Weißweinsorten zugeordnet. Die Anbaugebiete dieser als Nationaltraube Japans geltenden Rebe liegen in den Präfekturen Yamanashi, Yamagata und Okayama, alle im südlichen Teil der Hauptinsel Honshū; benannt wurde die Rebe nach der früheren Provinz Kōshū, die sich in etwa mit der heutigen Präfektur Yamanashi deckt. Größere zusammenhängende Rieden sind kaum vorhanden; der Großteil des Lesegutes wird von einigen wenigen Kellereien von Kleinwinzern mit nur wenigen 100 Quadratmetern Rebfläche aufgekauft. Fast 90 Prozent der Rebfläche konzentriert sich um Kasunuma in der Präfektur Yamanashi. Im Gegensatz zu anderen einheimischen japanischen Reben ist die Kōshū eine Vitis vinifera-Sorte, stammt also von europäischen Reben ab. Sie dürfte über die Seidenstraße zuerst nach China gelangt sein, von wo sie schon lange vor dem Jahre 1000 mit buddhistischen Mönchen Japan erreichte. Schriftlich erwähnt wurde ihr Anbau erstmals im Jahr 1186.
Die starkwüchsige und ertragreiche Rebe bevorzugt tiefgründige Böden. Sie ist gegen die meisten Rebkrankheiten widerstandsfähig, allerdings gegen Frost sehr empfindlich. Sie zählt zu den spätreifenden Sorten; die Lese beginnt meist nicht vor Mitte Oktober. Die großen, leicht ovalen Beeren sind recht lockerbeerig in großen, kegelförmigen Trauben versammelt. Erntereif sind sie von hellrötlicher Farbe. Die Beeren sind dickschalig und festfleischig, sodass sie nicht leicht abzupressen sind. Die Kōshū wird auch als Tafeltraube sehr geschätzt. Als typische Reberziehung der Reben zur Gewinnung von Tafeltrauben wird häufig die Pergola-Erziehung gewählt. Einzelne alte Rebstöcke tragen nicht selten bis zu 800 kg Trauben. In tiefgründigen Böden kann die Menge auf bis zu 2500 kg Trauben/Rebstock steigen.
Meist werden die Moste der Kōshū mit anderen, meist internationalen Sorten verschnitten. In letzter Zeit kommen aber auch sortenreine Weine auf den Markt und sogar in den internationalen Handel. Die Weine sind von heller, grünlichgelber Farbe, leicht, frisch und fruchtig. Gelungene Weine weisen ein dezentes Aroma von Yuzu und Nashi auf. Daneben werden, meist mit Cabernet Sauvignon verschnittene Roséweine produziert. Die Kellerei Kizan erzeugt Branntweine auf Basis der Kōshū-Rebe.